# Robert Moog
Robert Arthur "Bob" Moog (født 23. maj 1934, død 21. august 2005 i Asheville, North Carolina), var en amerikansk pioner inden for elektronisk musik. Han er grundlægger af Moog Music, men er bedst kendt som udvikler af Moog synthesizer.
Robert Moogs innovative elektroniske design findes indbygget i en række former for synthesizers, der spænder fra forskellige "Minimoogs" til en række pedalkontrollerede moog-konstruktioner.
Moog voksede op i New York, hvor han i 1957 afsluttede en bachelorgrad i fysik ved Queens College, som han kombinerede med yderligere en bachelorgrad i elektroteknik ved Columbia University og en doktorgrad i teknisk fysik ved Cornell University. 
Robert Moog startede et par musikinstrumentvirksomheder samtidig med at han arbejdede som konsulent og vicepræsident for Kurzweil Music Systems fra 1984 til 1988, hvor han vedvirkede ved udvikling af synthesizeren Kurzweil K2000. Derefter var han i 1990'erne professor i musik ved University of North Carolina i Asheville. 
I april 2005 fik Moog diagnosen glioblastoma multiforme, en form for hjernecancer, og han døde godt fire måneder senere, 71 år gammel. Bob Moog Foundation blev oprettet til minde om ham, med det formål at fortsætte udviklingen af elektronisk musik.

## Galleri
- Et Moog synthesizer System 55.